# CYP1A1
CYP1A1 è un gene che codifica l'omonimo enzima membro della super-famiglia di enzimi del citocromo P450. È primariamente coinvolto nel metabolismo di xenobiotici e farmaci (uno dei suoi substrati è la teofillina).
È inibito dai fluorochinoloni e macrolidi ma indotto da idrocarburi aromatici. Ha tre principali sottotipi M1, M2 e M3.
CYP1A1 e CYP1B1 sono regolati dal recettore degli idrocarburi arilici, un fattore di trascrizione attivato da ligando. Prendono parte alla prima fase di metabolismo dei farmaci.
CYP1A1 è anche conosciuto come AHH (aryl hydrocarbon hydroxylase; in italiano: idrossilasi degli idrocarburi arilici). È coinvolto nell'attivazione metabolica degli idrocarburi policiclici aromatici (abbreviati con la sigla PAH, polycyclic aromatic hydrocarbons), per esempio il benzopirene (abbreviato BP) che viene convertito in un epossido. In questa reazione, il benzo[alfa]pirene è catalizzato dal CYP1A1 a BP-7,8-epossido, che può essere ulteriormente ossidato dalla epossido idratasi (EH:Epoxide Hydratase) che dà BP-7,8-diidrotiolo, e infine CYP1A1 catalizza altri intermedi per dare BP-7,8-diidrotiolo-9,10-epossido, che è il cancerogeno finale.